# Lek Viriyaphan
Lek Viriyaphan  est un homme d'affaires thaïlandais excentrique, millionnaire et mécène de la culture, à qui on doit la construction de l'Ancien Siam (ou Muang  Boran ), du musée d'Erawan et du Sanctuaire de la Vérité,.

## Biographie
Lek Viriyaphan est né en 1914 dans une famille chinoise à Sampheng (en), alors centre du  quartier chinois de Bangkok (en). Il a ensuite été envoyé à l'université à Shanghai, en Chine. C'est durant cette période qu'il put voyager et s'intéresser aux arts et aux cultures. Quand son père tomba malade, il revint alors en Thaïlande pour aider à l'entreprise familiale. Plus tard, grâce à des relations professionnelles, il rencontra sa femme et amie de toujours, Prapai Viriyaphan, qui fut une partenaire et une source d'inspiration tout au long de sa carrière professionnelle. Son intérêt pour les arts commença par la lecture et une collection d'antiquités qu'il débuta alors qu'il était un homme d'affaires. Plus il comprenait la valeur de ces pièces anciennes, plus il ressentait le besoin de les préserver. C'est ce qui le poussa à construire le Siam ancien en Thaïlande.
En 1941, Viriyaphan acheta Thonburi Panich Co, Ltd. La société obtint le droit de distribuer et d'entretenir les véhicules Mercedes Benz (commerciaux et de tourisme) en 1957. En 1942, il a créa la banque Monton, qui fusionna avec la banque Kaset pour devenir l'actuelle banque Krung Thai Bank en 1966. En 1947, il fonda la compagnie d'assurance Viriya.
En 1961, il créa l'usine d'assemblage automobile de Thonburi (TAAP). En 1979, l'assemblage de voitures Mercedes (W123) prit son envol dans la province de Samut Prakan. Il a laissé à ses descendants un groupe d'entreprises florissant qui continue de se développer : outre l'agrandissement d'une usine en 2017, la construction de la première usine de production de batteries pour véhicules électriques hybrides rechargeables en Asie du Sud-Est a été annoncée (Mercedes-Benz avait investi 100 millions d'euros)